# 跨文化傳播
跨文化傳播（英語：Intercultural Communication,也称跨文化交际），是社會訊息的跨文化傳遞，或者是社會訊息系統的跨文化運行。是比較不同文化在各歷程的變遷，就是各種文化訊息在時間和空間中流動、共用、互動溝通和建立不同文化中，人與人之間共存關係的文化交往過程。

## 跨文化傳播的認知
跨文化傳播的三個歷程是：認知歷程、語言歷程、非語言歷程。
認知歷程是指人選擇、評估、組織外來的刺激內在過程，即將環境的物理能量轉換為有意義經驗的過程。
語言歷程是包含人們如何跟對方溝通、內在的思考模式和使用語言的意義。
非語言歷程是包含沒有聲音的肢體語言、時間觀念和空間的組職與運用。
跨文化傳播議題有：面子協商理論、刻板印象。